# WWE Cyber Sunday
WWE Cyber Sunday (originalmente conhecido como WWE Taboo Tuesday) foi um evento anual pay-per-view (PPV) de luta profissional produzido pela World Wrestling Entertainment (WWE), uma promoção de wrestling profissional com sede em Connecticut. Fundado em 2004, o evento foi originalmente chamado de Taboo Tuesday, pois era realizado às terças-feiras. Em 2006, o evento foi movido para a noite de domingo mais tradicional para PPVs e foi renomeado para Cyber Sunday. O tema do evento foi a possibilidade de os torcedores votarem em certos aspectos de cada partida, usando seus computadores pessoais e mensagens de texto via telefones celulares. A votação normalmente começava no meio de um episódio do Raw algumas semanas antes e terminava durante o pay-per-view, muitas vezes momentos antes do início da partida. Por causa disso, o evento foi anunciado como um "pay-per-view interativo".
Durante os dois primeiros anos do evento como Taboo Tuesday, foi realizado exclusivamente para lutadores da marca Raw. O evento de 2006, que foi o primeiro realizado como Cyber Sunday, também foi exclusivo do Raw. Após a WrestleMania 23 em 2007, no entanto, os PPVs exclusivos da marca foram descontinuados, assim os eventos em 2007 e 2008 apresentaram as marcas Raw, SmackDown e ECW. O evento foi descontinuado e substituído pelo Bragging Rights em 2009.

## História
Em 2004, a World Wrestling Entertainment (WWE) estabeleceu um novo evento pay-per-view (PPV) intitulado Taboo Tuesday. O evento inaugural foi realizado em 19 de outubro daquele ano e, como o próprio nome indica, foi realizado em uma terça-feira. Foi o primeiro pay-per-view programado regularmente realizado pela empresa em uma terça-feira desde o This Tuesday in Texas 1991, o primeiro pay-per-view não-domingo programado regularmente desde o Survivor Series de 1994 e o primeiro pay-per-view fora do domingo de qualquer tipo desde In Your House 8: Beware of Dog 2 em 1996.
Para coincidir com a extensão da marca, em que a promoção dividiu sua lista em marcas onde os lutadores foram designados exclusivamente para atuar, o evento inaugural foi realizado exclusivamente para a marca Raw. Taboo Tuesday retornou em 2005, mas foi adiado para o início de novembro e também foi exclusivo do Raw. Em 2006, que foi novamente exclusivo do Raw e realizado em novembro, o show foi transferido para um horário mais tradicional de domingo à noite - aliviando problemas com a programação de gravação do SmackDown!, geralmente realizada às terças-feiras. Como resultado, o evento foi renomeado para Cyber Sunday. Após a WrestleMania 23 em abril de 2007, a WWE descontinuou os PPVs exclusivos da marca, assim os eventos de 2007 e 2008, ambos realizados em outubro, apresentaram lutadores das marcas Raw, SmackDown e ECW. Em 2009, o slot de pay-per-view do evento foi substituído por Bragging Rights.

## Conceito
A característica mais marcante do evento foi a possibilidade de os torcedores votarem em certos aspectos de cada partida, usando seus computadores pessoais e mensagens de texto via telefones celulares. A votação normalmente começava no meio de um episódio do Raw algumas semanas antes e terminava durante o pay-per-view, muitas vezes momentos antes do início da partida. Por causa disso, o evento foi anunciado como um "pay-per-view interativo". Para os quatro primeiros eventos, a votação foi feita online através do WWE.com, com o slogan oficial do PPV sendo "Log On. Take Câmbio." Em 2008, no entanto, isso foi substituído por votos por meio de mensagens de texto, mas isso só estava disponível para operadoras de celular dos Estados Unidos. No entanto, a luta entre The Undertaker e Big Show se tornou universal, pois os fãs foram autorizados a votar na estipulação da luta no WWE.com. Depois que o Cyber Sunday foi descontinuado, os aspectos de interação com os fãs do pay-per-view foram incorporados ao Raw como WWEActive (originalmente RawActive) para alguns episódios do Raw, que acabou sendo descartado completamente.

## Eventos
|  | Evento da marca Raw |

| 1                                                 | Taboo Tuesday (2004) | 19 de outubro de 2004  | Milwaukee, Wisconsin  | Bradley Center    | Randy Orton vs. Ric Flair em uma luta Steel Cage |       |
| 2                                                 | Taboo Tuesday (2005) | 1º de novembro de 2005 | San Diego, California | iPayOne Center    | John Cena (c) vs. Kurt Angle vs. Shawn Michaels em uma luta triple threat pelo Campeonato da WWE                                                                             | [ 3 ] |
| 3                                                 | Cyber Sunday (2006)  | 5 de novembro de 2006  | Cincinnati, Ohio      | U.S. Bank Arena   | King Booker (c) vs. Campeão da WWE John Cena vs. Campeão Mundial da ECW Big Show em uma luta triple threat "Champion of Champions" pelo Campeonato Mundial dos Pesos Pesados | [ 4 ] |
| 4                                                 | Cyber Sunday (2007)  | 28 de outubro de 2007  | Washington, D.C.      | Verizon Center    | Batista (c) vs. The Undertaker pelo Campeonato Mundial dos Pesos Pesados com Stone Cold Steve Austin como árbitro convidado especial                                         |       |
| 5                                                 | Cyber Sunday (2008)  | 26 de outubro de 2008  | Phoenix, Arizona      | US Airways Center | Chris Jericho (c) vs. Batista pelo Campeonato Mundial dos Pesos Pesados com Stone Cold Steve Austin como árbitro convidado especial                                          | [ 6 ] |
| (c) – refere-se ao(s) campeão(s) indo para a luta |                      |                        |                       |                   | |       |